# Kanot
Kanot (hebrejsky כַּנּוֹת, v oficiálním přepisu do angličtiny Kannot) je vzdělávací komplex a obec v Izraeli, v Jižním distriktu, v Oblastní radě Be'er Tuvja.

## Geografie
Leží v nadmořské výšce 70 metrů v pobřežní nížině, v regionu Šefela.
Obec se nachází 10 kilometrů od břehu Středozemního moře, cca 30 kilometrů jižně od centra Tel Avivu, cca 45 kilometrů západně od historického jádra Jeruzalému a 9 kilometrů východně od města Ašdod. Kanot obývají Židé, přičemž osídlení v tomto regionu je etnicky převážně židovské.
Kanot je na dopravní síť napojen pomocí dálnice číslo 41.

## Dějiny
Kanot byl založen v roce 1952. Vznikl jako mládežnická vesnice a školský komplex určený pro zemědělské vzdělávání. Má status samostatné administrativní obce. Rozkládá se na ploše 1200 dunamů (1,2 kilometru čtverečního). Obývá ji zhruba 200 studentů žijících v zdejším internátu, dalších 50-100 žáků a 30 členů personálu školy. V současnosti se komplex specializuje na tři vzdělávací programy: zemědělská škola (chov koní), sportovní škola (ve spolupráci s fotbalovým klubem Maccabi Tel Aviv FC), policejní škola. Součástí obce jsou i zemědělské pozemky.

## Demografie
Podle údajů z roku 2014 tvořili naprostou většinu obyvatel v Kanot Židé (včetně statistické kategorie "ostatní", která zahrnuje nearabské obyvatele židovského původu ale bez formální příslušnosti k židovskému náboženství).
Jde o menší obec vesnického typu s dlouhodobě stagnující populací. K 31. prosinci 2014 zde žilo 351 lidí. Během roku 2014 populace stoupla o 31,5 %.
| Rok            | 1961 | 1972 | 1983 | 1995 | 2001 | 2003 | 2004 | 2005 | 2006 | 2007 | 2008 | 2009 | 2010 | 2011 | 2012 | 2013 | 2014 |
| -------------- | ---- | ---- | ---- | ---- | ---- | ---- | ---- | ---- | ---- | ---- | ---- | ---- | ---- | ---- | ---- | ---- | ---- |
| Počet obyvatel | 208  | 196  | 255  | 288  | 278  | 289  | 284  | 284  | 284  | 285  | 288  | 234  | 215  | 248  | 266  | 267  | 351  |